# Висок

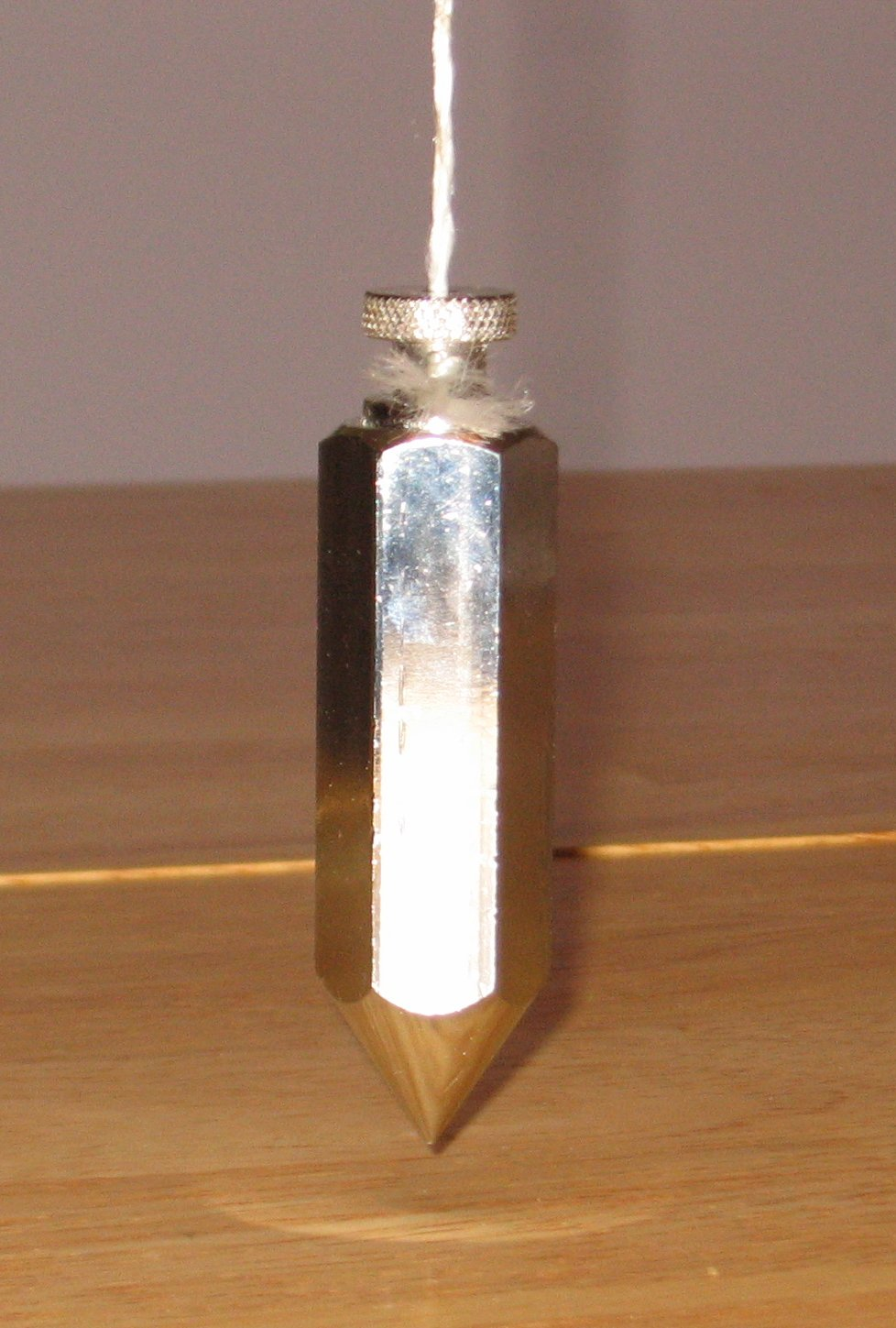
Тягарець виска

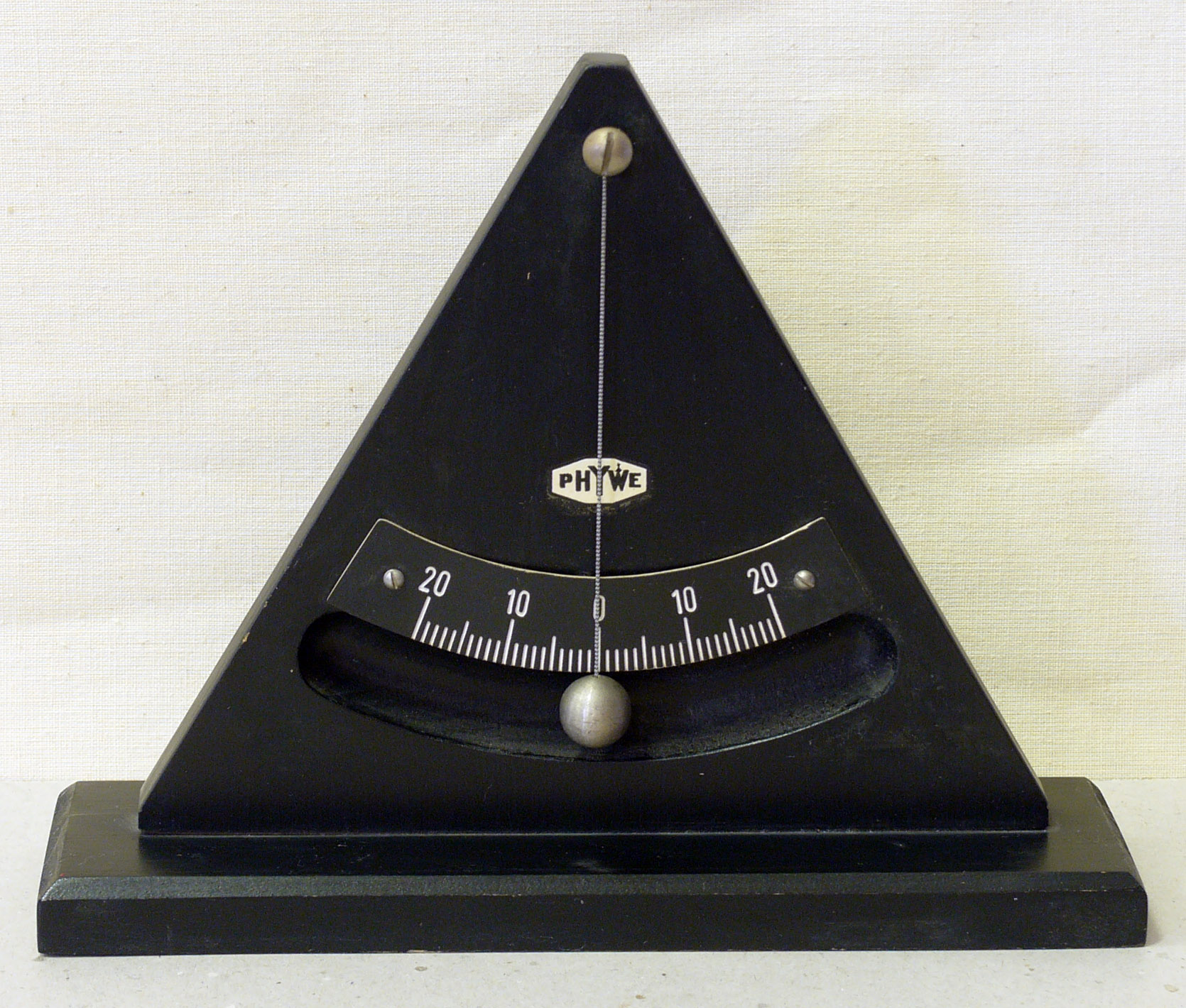

Висок (англ. sight, bob, plumb bob; нім. Lot n, Senkblei n) — пристосування для позначення в натурі вискової лінії (вертикалі). Традиційний висок складається з мотузки та підвішеного до нього тягарця. Крім традиційних, наприкінці XX століття використовуються також виски оптичні, зокрема лазерні, які забезпечують проектування вискової лінії на відстані. За призначенням виски поділяють на загального вжитку, шахтні (plumb bob), проєкційні, прохідницькі, центрувальні тощо.